# غراهام سيلبي ويلسون
غراهام سيلبي ويلسون (بالإنجليزية: Graham Selby Wilson)‏‏ (10 سبتمبر 1895 - 5 أبريل 1987) زميل الجمعية الملكية، هو عالم بكتيريا ذائِع الصيت. حصل على ميدالية بوكانان عام 1967 لعمله المتميز في الجوانب الطبية لعلم البكتريا والمناعة، ولخدمته في مختبرات الصحة العامة في إنجلترا وويلز.

## السيرة الذاتية
ولد غراهام سيلبي ويلسون في نيوكاسل أبون تاين لكن عائلته انتقلت جنوبًا في سنواته الأولى.
في عام 1924 تزوج من الدكتورة ماري جويس أيرتون (1897-1976). كان لديهم ابن واحد، أنتوني جراهام ويلسون، وابن آخر بالتبني.

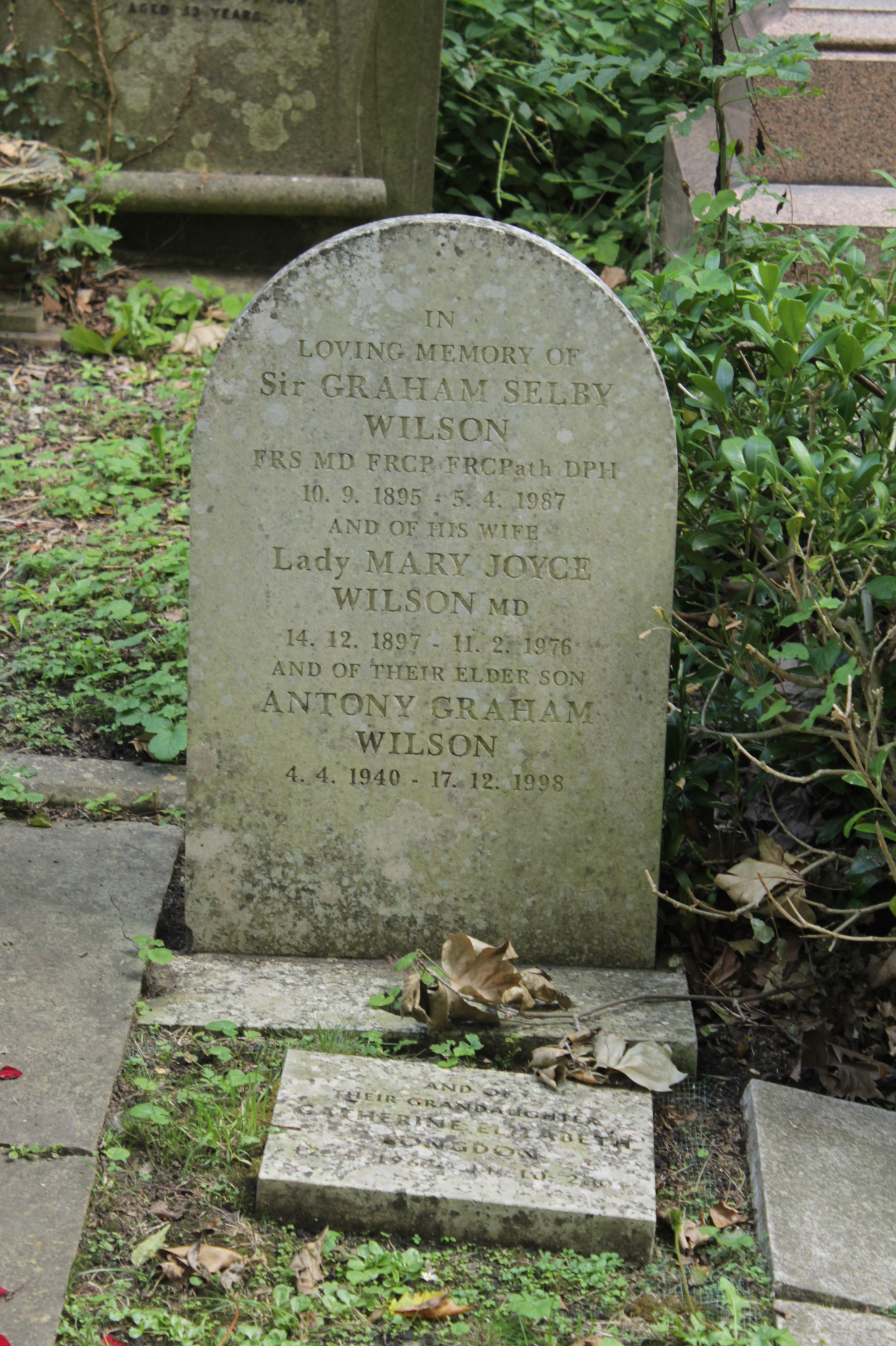
قبر غراهام سيلبي ويلسون، في مقبرة هايجيت الشرقية.

### التعليم
تلقى ويلسون تعليمه في كلية إبسوم، كلية كينجز لندن ومستشفى تشارينج كروس. وفي كلية الطب بمستشفى تشارينغ كروس وقع تحت تأثير ويليام وايتمان كارلتون توبلي والذي كان زميله الذي يمده بالالهام من عام 1919 حتى عام 1941.
حصل على الدكتوراه في عام 1916 وخدم مع الجيش البريطاني في الهند، ومقره في كاسولي. عاد إلى مستشفى تشارينغ كروس في عام 1919.

### السيرة العملية
في عام 1923، انتقل مع زميله ويليام وايتمان كارلتون توبلي إلى مانشستر للعمل كمحاضر في علم الجراثيم في جامعة مانشستر من عام 1923 إلى عام 1927 وأستاذًا لعلم الجراثيم المطبق على النظافة في كلية لندن لحفظ الصحة وطب المناطق الحارة من عام 1930 إلى عام 1947.
أثناء الحرب العالمية الثانية شغل منصب مدير خدمة مختبر الصحة العامة في حالات الطوارئ بعد وفاة مديرها السابق دبليو إم سكوت في غارة جوية.
حصل على لقب فارس في عام 1962، وحصل على وسام بوكانان من الجمعية الملكية في عام 1967، وانتخب زميلًا للجمعية الملكية في عام 1978.

## الأبحاث
- مبادئ علم البكتيريا والمناعة (1929) شارك في كتابتها مع ويليام وايتمان كارلتون توبلي.
- مخاطر التحصين (1967) مطبعة أثلون